# 엘리에스 스키리
엘리에스 조리스 스키리(아랍어: إلياس صخيري, Ellyes Joris Skhiri, 1995년 5월 10일 ~ )는 튀니지의 축구 선수로 현재 독일 분데스리가의 아인트라흐트 프랑크푸르트에서 미드필더로 활약하고 있다.

## 국제 경력
스키리는 튀니지인 아버지와 프랑스인 어머니를 사이에서 태어났다. 프랑스에서 태어나고 자랐다. 튀니지 U23 축구 국가대표팀에 여러 차례 소집되었다. 스키리는 튀니지 U23 대표팀과 친선 경기에서 처음으로 뛰었다. 상대는 모로코 U23 대표팀이었다.
스키리는 2018년 3월 23일 이란에 1-0으로 승리한 친선 경기에서 튀니지 축구 국가대표팀 데뷔전을 치렀다.
2018년 6월, 러시아에서 열린 2018년 월드컵 튀니지 국가대표팀 23인 명단에 이름을 올렸다. 2019년 아프리카 네이션스컵에서도 국가대표팀에 포함되었으며, 팀은 준결승에 진출했다. 그리고 2022년 11월에도 카타르에서 열린 2022년 FIFA 월드컵 대표팀으로 소집되었다.